# Andorra ai Giochi della XXV Olimpiade
Andorra partecipò ai Giochi della XXV Olimpiade, svoltisi a Barcellona, Spagna, dal 25 luglio al 9 agosto 1992, con una delegazione di 8 atleti impegnati in cinque discipline.